# Norrfjärden (vid Vänö, Kimitoön)
Norrfjärden är en fjärd i Finland. Den ligger i kommunen Kimitoön i landskapet Egentliga Finland, i den södra delen av landet, 160 km väster om huvudstaden Helsingfors.
Norrfjärden är en långsträckt fjärd som går från Stora Dunskär och Boss råsen i öster till Borstö i väster, en sträcka på 18 km. I norr avgränsas Norrfjärden av Södra Dunskär, Små Skogörarna, Små Enharuna, Ängeskär och Södra Strängskär och i söder av Boss råsen, Vänö, Stora Skogskär, Yxskären och Borstö. Vid Vänö ansluter den till Ådsfjärden och längre österut till Vänö fjärden och Lammörs fjärden.